# Восточная Шельда
Восто́чная Ше́льда (нидерл. Oosterschelde, Остерсхелде) — бывший эстуарий реки Шельда, расположенный на юго-западе Нидерландов, в провинции Зеландия. В настоящее время на территории залива, наполовину закрытого от моря дамбой, создан национальный парк.

## История и география

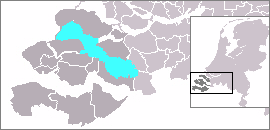
Расположение Восточной Шельды

Во времена Римской империи Восточная Шельда была основным устьем Шельды. До наводнения святого Феликса в 1530 году Шельда текла на север от восточного края Западной Шельды, немного поворачивала к западу у города Берген-оп-Зом, затем огибала с севера впоследствии затопленные земли Реймерсвала и лишь затем расширялась в эстуарий. Позднее некоторая часть этой земли восстановили, оставив только узкий канал Крекрак, который с течением времени заилился и перестал быть судоходным. В 1903 году через Крекрак прошла насыпь железной дороги, соединив остров Зёйд-Бевеланд с материком, что привело к изоляции Восточной Шельды от самой реки. Впоследствии Западную и Восточную Шельды соединил канал, прошедший по границе округов Капелле и Реймерсвал провинции Зеландия, а также шлюз в северной части дамбы Устердам (Oesterdam), которая отделяет Шельда-Рейн-канал от бывшего эстуария.
Центральная часть бывшего эстуария соединена через Кетен с рукавом Краммер (дельта Рейна) с севера и с бывшим рукавом, ныне заливом Вергат с юга. По центру Восточной Шельды проходит Зеландский мост (самый длинный мост в Нидерландах), соединяющий Схаувен-Дёйвеланд и Норд-Бевеланд. Острова, расположенные по краям Восточной Шельды: Схаувен-Дёйвеланд и Толен с севера и Норд-Бевеланд и Зёйд-Бевеланд с юга.

## Дамба и штормовой барьер

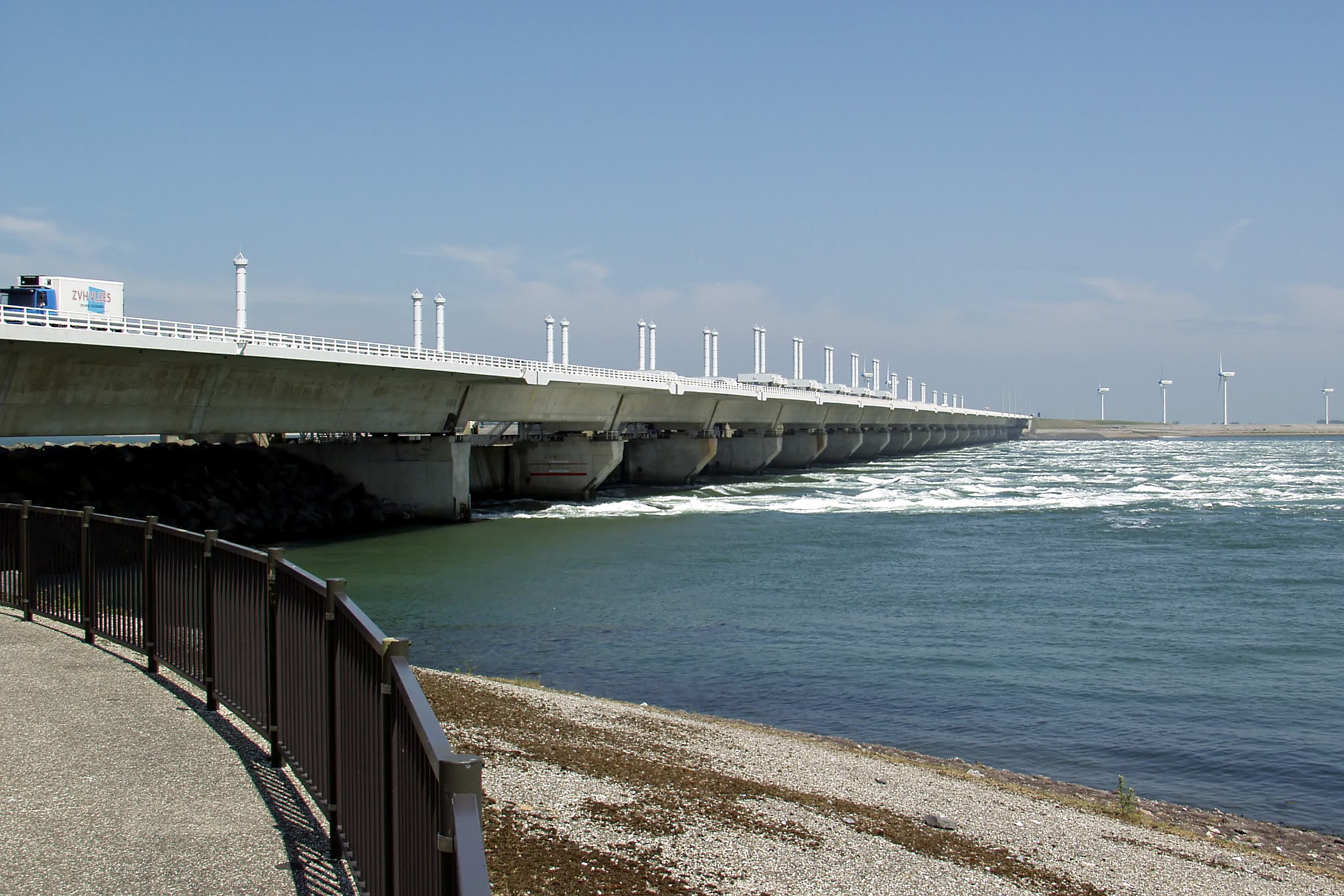
Штормовой барьер Восточной Шельды

После наводнения 1953 года было принято решение отгородить Восточную Шельду дамбой, полностью закрыв её от моря. В 1967 году началось возведение трёх искусственных островов. Однако в таком варианте бывший эстуарий превратился бы в пресноводное озеро, что полностью бы перекроило его экосистему. Под давлением защитников окружающей среды, а также рыбаков дамба закончена не была. Если бы Восточная Шельда была бы перекрыта сильно пострадала бы и местная рыболовецкая отрасль. Рыбалка всегда являлась крупнейшим источником дохода для таких деревень как Ирсеке и Брёйниссе, в которых люди занимались разведением устриц с 1870 года.
Для того, чтобы оставить Восточную Шельду открытой нужно было или возвести 150 км укрепляющих берега дамб или, как и было решено в 1975 году, возвести штормовой барьер. В результате был построен Остерсхельдекеринг («штормовой барьер Восточной Шельды») — крупнейшее сооружение проекта «Дельта», целью которого является защита от наводнений нидерландских земель. Четырёхкилометровая секция плотины имеет огромные шлюзовые механизмы, обычно открытые, но закрываемые при неблагоприятных погодных условиях.
По завершении строительства барьера в 1986 году поток воды уменьшился и высота прилива снизилась с 3,4 м до 3,25 м. В результате этого песчаные берега не пополняются новыми отложениями и медленно эродируют.

## Национальный парк

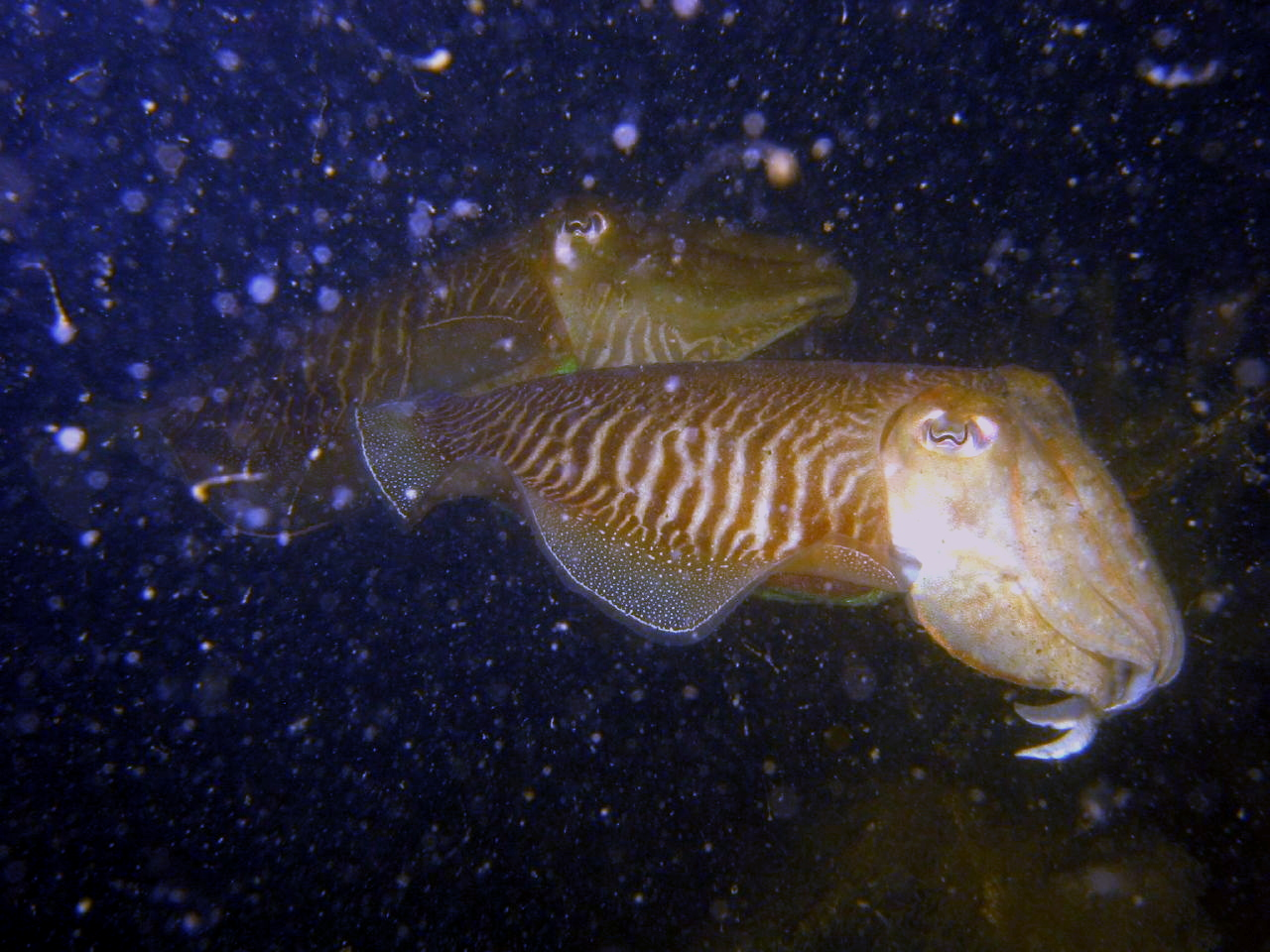
Sepia officinalis

Вся Восточная Шельда 8 мая 2002 года была выделена в национальный парк Остерсхелде. Это крупнейший национальный парк в Нидерландах, его общая площадь составляет 370 км², суммарная длина берега — 125 км.
Парк в основном состоит из солёных вод Восточной Шельды, но также включает несколько грязевых участков, лугов и отмелей. Парк популярен среди любителей дайвинга благодаря большому разнообразию морской живности — здесь обитает 70 видов рыб, 140 видов водных растений и водорослей, 350 видов животных, живущих в воде и 500—600 видов рядом с ней. Среди других развлечений — плавание под парусом, рыбалка и наблюдение за птицами.